# Ленпосёлок (Ставропольский край)
Ленпосёлок — упразднённый в 2023 году посёлок в Курском районе Ставропольского края России.

## География
Расстояние до краевого центра: 273 км.
Расстояние до районного центра: 40 км.

## История
До 16 марта 2020 года посёлок входил в упразднённый Галюгаевский сельсовет.
26 мая 2023 года упразднён Постановлением Правительства Ставропольского края.

## Население
| 1989 | 2002 | 2010 | 2014 | 2021 |
| ---- | ---- | ---- | ---- | ---- |
| 34   | ↘0   | →0   | →0   | ↗1   |